# Popivka, Bilokurakîne
Popivka (în ucraineană Попівка) este un sat în comuna Kureacivka din raionul Bilokurakîne, regiunea Luhansk, Ucraina.

## Demografie
Componența lingvistică a localității Popivka
     Ucraineană (92,11%)
     Rusă (7,6%)
Conform recensământului din 2001, majoritatea populației localității Popivka era vorbitoare de ucraineană (92,11%), existând în minoritate și vorbitori de rusă (7,6%).